# سیارک ۴۸۸۰۷
سیارک ۴۸۸۰۷ (به انگلیسی: 48807 Takahata، نامگذاری:1997UT21) چهل و هشت هزار و هشتصد و هفتمین سیارک کشف شده‌است که در ۲۲ اکتبر ۱۹۹۷ کشف شد.